# Juan Romay
Juan Manuel Romay (né en 1925 à Mar del Plata en Argentine et mort le 17 décembre 2009) est un joueur de football argentin, qui jouait au poste d'attaquant.

## Palmarès
Club Atlético Peñarol
- Championnat d'Uruguay (4) :
  - Vainqueur : 1953, 1954, 1958 et 1959.
  - Meilleur buteur : 1954.